# Copa São Paulo de Futebol Júnior de 2008
A Copa São Paulo de Futebol Júnior chegou a sua 39ª edição no ano de 2008. A famosa "Copinha" é a maior competição de juniores do Brasil, e é disputada por clubes de todo o país. Nessa edição, os 88 clubes participantes foram divididos em 22 chaves, cada uma em uma cidade paulista. O campeão foi o Figueirense, após vencer o Rio Branco de Americana por 2 a 0 no estádio Nicolau Alayon, em São Paulo.

## Regulamento
Disputada entre 5 e 25 de Janeiro, a Copa São Paulo de Futebol Júnior de 2008 contém seis fases: primeira fase, segunda fase, oitavas-de-final, quartas-de-final, semifinal e final. A competição reúne na sua primeira fase 88 times, que serão divididos em 22 grupos, nomeados com as letras do alfabeto (de A a V, portanto). Na primeira fase as equipes se enfrentam dentro dos respectivos grupos, em turno único, classificando-se para a segunda fase os líderes de cada chave e os dez melhores colocados por índice técnico, independentemente do grupo a que pertençam.
Caso ocorra igualdade de pontos entre duas ou mais equipes, o desempate se dará de acordo com os seguintes critérios, nessa ordem:
1. Número de vitórias;
2. saldo de gols;
3. número de gols marcados;
4. menor número de cartões vermelhos;
5. menor número de cartões amarelos;
6. confronto direto (somente no empate entre dois times)
7. sorteio
A partir da segunda fase, a competição será disputada no sistema de eliminatórias simples. Todos os confrontos que terminarem empatados a partir desta fase serão decididos em cobranças de pênaltis.

## Transmissão
Rede Globo/RBS TV (Transmitiu somente a final, para o estado de Santa Catarina).
Rede TV
SporTV
Band
Rede Vida

## Equipes participantes
| Estado              | Equipe              |                | Estado            | Equipe |
| ------------------- | ------------------- | -------------- | ----------------- | ------ |
| Acre                | Independência       | São Paulo      | América           |        |
| Alagoas             | CSA                 | São Paulo      | Atlético Sorocaba |        |
| Amazonas            | Nacional            | São Paulo      | Barueri           |        |
| Amapá               | Ypiranga            | São Paulo      | Campinas          |        |
| Bahia               | Bahia               | São Paulo      | Corinthians       |        |
| Bahia               | Fluminense          | São Paulo      | Ferroviária       |        |
| Bahia               | Vitória             | São Paulo      | Flamengo          |        |
| Ceará               | Fortaleza           | São Paulo      | Guarani           |        |
| Distrito Federal    | Brasiliense         | São Paulo      | Jacareí           |        |
| Distrito Federal    | Ceilândia           | São Paulo      | Juventus          |        |
| Espírito Santo      | Jaguaré             | São Paulo      | Lemense           |        |
| Espírito Santo      | Vilavelhense        | São Paulo      | Marília           |        |
| Goiás               | Goiás               | São Paulo      | Mirassol          |        |
| Goiás               | Vila Nova           | São Paulo      | Mogi Mirim        |        |
| Maranhão            | Americano           | São Paulo      | Nacional          |        |
| Maranhão            | Marília             | São Paulo      | Noroeste          |        |
| Mato Grosso         | Barra do Garças     | São Paulo      | Pão de Açucar     |        |
| Mato Grosso         | Sorriso             | São Paulo      | Palmeiras         |        |
| Mato Grosso         | Vila Aurora         | São Paulo      | Paulínia          |        |
| Mato Grosso do Sul  | CENE                | São Paulo      | Paulista          |        |
| Mato Grosso do Sul  | Mato Grosso do Sul  | São Paulo      | Ponte Preta       |        |
| Minas Gerais        | América             | São Paulo      | Portuguesa        |        |
| Minas Gerais        | Atlético Mineiro    | São Paulo      | Primavera         |        |
| Minas Gerais        | Cruzeiro            | São Paulo      | Rio Branco        |        |
| Minas Gerais        | Vespasiano          | São Paulo      | Rio Claro         |        |
| Pará                | Paysandu            | São Paulo      | Rio Preto         |        |
| Paraíba             | Botafogo            | São Paulo      | Santo André       |        |
| Paraná              | Atlético Paranaense | São Paulo      | Santos            |        |
| Paraná              | Coritiba            | São Paulo      | São Bento         |        |
| Paraná              | Iraty               | São Paulo      | São Bernardo      |        |
| Paraná              | Paraná              | São Paulo      | São Caetano       |        |
| Pernambuco          | Porto               | São Paulo      | São Carlos        |        |
| Pernambuco          | Ypiranga            | São Paulo      | São Paulo         |        |
| Piauí               | Piauí               | São Paulo      | SEV/Hortolândia   |        |
| Rio de Janeiro      | Flamengo            | São Paulo      | Taboão da Serra   |        |
| Rio de Janeiro      | Fluminense          | São Paulo      | Taubaté           |        |
| Rio de Janeiro      | Vasco da Gama       | São Paulo      | União São João    |        |
| Rio Grande do Norte | ABC                 | São Paulo      | XV de Piracicaba  |        |
| Rio Grande do Sul   | Grêmio              | Santa Catarina | Avaí              |        |
| Rio Grande do Sul   | Internacional       | Santa Catarina | Criciúma          |        |
| Rio Grande do Sul   | Juventude           | Santa Catarina | Figueirense       |        |
| Rio Grande do Sul   | E.F Três Passos     | Sergipe        | Pirambu           |        |
| Rondônia            | Genus               | Tocantins      | Gurupi            |        |
| Roraima             | Náutico             | Tocantins      | Tocantinópolis    |        |

## Primeira fase

### Grupo A (São José do Rio Preto)
| São José do Rio Preto | São José do Rio Preto | São José do Rio Preto | São José do Rio Preto | São José do Rio Preto | São José do Rio Preto | São José do Rio Preto | São José do Rio Preto | São José do Rio Preto | São José do Rio Preto |
| Time                  | Time                  | Pts                   | J                     | V                     | E                     | D                     | GP                    | GC                    | SG                    |
| --------------------- | --------------------- | --------------------- | --------------------- | --------------------- | --------------------- | --------------------- | --------------------- | --------------------- | --------------------- |
| 1                     | Corinthians           | 9                     | 3                     | 3                     | 0                     | 0                     | 8                     | 1                     | 7                     |
| 2                     | América               | 6                     | 3                     | 2                     | 0                     | 1                     | 4                     | 4                     | 0                     |
| 3                     | Sorriso               | 3                     | 3                     | 1                     | 0                     | 2                     | 4                     | 5                     | -1                    |
| 4                     | Ceilândia             | 0                     | 3                     | 0                     | 0                     | 3                     | 1                     | 7                     | -6                    |

| Data  | Partida     | Partida | Partida     |
| ----- | ----------- | ------- | ----------- |
| 05/01 | América     | 2 x 1   | Sorriso     |
| 05/01 | Corinthians | 3 x 0   | Ceilândia   |
| 08/01 | América     | 1 x 0   | Ceilândia   |
| 08/01 | Corinthians | 2 x 0   | Sorriso     |
| 12/01 | América     | 1 x 3   | Corinthians |
| 12/01 | Sorriso     | 3 x 1   | Ceilândia   |

### Grupo B (Indaiatuba)
| Indaiatuba | Indaiatuba  | Indaiatuba | Indaiatuba | Indaiatuba | Indaiatuba | Indaiatuba | Indaiatuba | Indaiatuba | Indaiatuba |
| Time       | Time        | Pts        | J          | V          | E          | D          | GP         | GC         | SG         |
| ---------- | ----------- | ---------- | ---------- | ---------- | ---------- | ---------- | ---------- | ---------- | ---------- |
| 1          | Santo André | 9          | 3          | 3          | 0          | 0          | 12         | 3          | 9          |
| 2          | Bahia       | 6          | 3          | 2          | 0          | 1          | 8          | 4          | 4          |
| 3          | Primavera   | 3          | 3          | 1          | 0          | 2          | 2          | 3          | -1         |
| 4          | Vespasiano  | 0          | 3          | 0          | 0          | 3          | 1          | 13         | -12        |

| Data  | Partida    | Partida | Partida     |
| ----- | ---------- | ------- | ----------- |
| 06/01 | Primavera  | 1 x 0   | Vespasiano  |
| 06/01 | Bahia      | 2 x 3   | Santo André |
| 09/01 | Primavera  | 0 x 1   | Santo André |
| 09/01 | Vespasiano | 0 x 4   | Bahia       |
| 12/01 | Vespasiano | 1 x 8   | Santo André |
| 12/01 | Primavera  | 1 x 2   | Bahia       |

### Grupo C (Louveira)
| Louveira | Louveira  | Louveira | Louveira | Louveira | Louveira | Louveira | Louveira | Louveira | Louveira |
| Time     | Time      | Pts      | J        | V        | E        | D        | GP       | GC       | SG       |
| -------- | --------- | -------- | -------- | -------- | -------- | -------- | -------- | -------- | -------- |
| 1        | Fortaleza | 6        | 3        | 2        | 0        | 1        | 9        | 6        | 3        |
| 2        | CENE      | 6        | 3        | 2        | 0        | 1        | 7        | 6        | 1        |
| 3        | Paulista  | 3        | 3        | 1        | 0        | 2        | 8        | 7        | 1        |
| 4        | Campinas  | 3        | 3        | 1        | 0        | 2        | 5        | 10       | -5       |

| Data  | Partida   | Partida | Partida   |
| ----- | --------- | ------- | --------- |
| 06/01 | Campinas  | 2 x 0   | CENE      |
| 06/01 | Fortaleza | 2 x 1   | Paulista  |
| 09/01 | Paulista  | 5 x 2   | Campinas  |
| 09/01 | CENE      | 4 x 2   | Fortaleza |
| 12/01 | Fortaleza | 5 x 1   | Campinas  |
| 12/01 | Paulista  | 2 x 3   | CENE      |

### Grupo D (Leme)
| Leme | Leme           | Leme | Leme | Leme | Leme | Leme | Leme | Leme | Leme |
| Time | Time           | Pts  | J    | V    | E    | D    | GP   | GC   | SG   |
| ---- | -------------- | ---- | ---- | ---- | ---- | ---- | ---- | ---- | ---- |
| 1    | Coritiba       | 6    | 3    | 2    | 0    | 1    | 7    | 5    | 2    |
| 2    | Noroeste       | 6    | 3    | 2    | 0    | 1    | 5    | 4    | 1    |
| 3    | Lemense        | 4    | 3    | 1    | 1    | 1    | 4    | 4    | 0    |
| 4    | Tocantinópolis | 1    | 3    | 0    | 1    | 2    | 6    | 9    | -3   |

| Data  | Partida        | Partida | Partida        |
| ----- | -------------- | ------- | -------------- |
| 06/01 | Lemense        | 2 x 2   | Tocantinópolis |
| 06/01 | Coritiba       | 1 x 2   | Noroeste       |
| 09/01 | Lemense        | 2 x 0   | Noroeste       |
| 09/01 | Tocantinópolis | 3 x 4   | Coritiba       |
| 12/01 | Coritiba       | 2 x 0   | Lemense        |
| 12/01 | Noroeste       | 3 x 1   | Tocantinópolis |

### Grupo E (Taboão da Serra)
| Taboão da Serra | Taboão da Serra | Taboão da Serra | Taboão da Serra | Taboão da Serra | Taboão da Serra | Taboão da Serra | Taboão da Serra | Taboão da Serra | Taboão da Serra |
| Time            | Time            | Pts             | J               | V               | E               | D               | GP              | GC              | SG              |
| --------------- | --------------- | --------------- | --------------- | --------------- | --------------- | --------------- | --------------- | --------------- | --------------- |
| 1               | Taboão da Serra | 7               | 3               | 2               | 1               | 0               | 9               | 4               | 5               |
| 2               | Juventude       | 7               | 3               | 2               | 1               | 0               | 6               | 3               | 3               |
| 3               | Juventus        | 3               | 2               | 1               | 0               | 2               | 4               | 8               | -4              |
| 4               | Pirambu         | 0               | 3               | 0               | 0               | 3               | 5               | 9               | -4              |

| Data  | Partida         | Partida | Partida         |
| ----- | --------------- | ------- | --------------- |
| 06/01 | Taboão da Serra | 3 x 2   | Pirambu         |
| 06/01 | Juventude       | 2 x 0   | Juventus        |
| 09/01 | Juventus        | 1 x 5   | Taboão da Serra |
| 09/01 | Pirambu         | 2 x 3   | Juventude       |
| 13/01 | Juventude       | 1 x 1   | Taboão da Serra |
| 13/01 | Juventus        | 3 x 1   | Pirambu         |

### Grupo F (Barueri)
| Barueri | Barueri             | Barueri | Barueri | Barueri | Barueri | Barueri | Barueri | Barueri | Barueri |
| Time    | Time                | Pts     | J       | V       | E       | D       | GP      | GC      | SG      |
| ------- | ------------------- | ------- | ------- | ------- | ------- | ------- | ------- | ------- | ------- |
| 1       | Marília             | 7       | 3       | 2       | 1       | 0       | 9       | 3       | 6       |
| 2       | Atlético Mineiro    | 4       | 2       | 1       | 1       | 1       | 8       | 3       | 5       |
| 3       | Barueri             | 4       | 2       | 1       | 1       | 1       | 4       | 6       | -2      |
| 4       | Fluminense de Feira | 1       | 3       | 0       | 1       | 2       | 2       | 11      | -9      |

| Data  | Partida             | Partida | Partida             |
| ----- | ------------------- | ------- | ------------------- |
| 07/01 | Barueri             | 2 x 2   | Fluminense de Feira |
| 07/01 | Atlético Mineiro    | 2 x 2   | Marília             |
| 10/01 | Marília             | 4 x 1   | Barueri             |
| 10/01 | Atlético Mineiro    | 6 x 0   | Fluminense de Feira |
| 13/01 | Fluminense de Feira | 0 x 3   | Marília             |
| 13/01 | Atlético Mineiro    | 0 x 1   | Barueri             |

### Grupo G (Araraquara)
| Araraquara | Araraquara          | Araraquara | Araraquara | Araraquara | Araraquara | Araraquara | Araraquara | Araraquara | Araraquara |
| Time       | Time                | Pts        | J          | V          | E          | D          | GP         | GC         | SG         |
| ---------- | ------------------- | ---------- | ---------- | ---------- | ---------- | ---------- | ---------- | ---------- | ---------- |
| 1          | Ferroviária         | 9          | 3          | 3          | 0          | 0          | 8          | 1          | 7          |
| 2          | Atlético Paranaense | 6          | 3          | 2          | 0          | 1          | 9          | 2          | 7          |
| 3          | Genus               | 1          | 3          | 0          | 1          | 2          | 2          | 8          | -6         |
| 4          | Jaguaré             | 1          | 3          | 0          | 1          | 2          | 2          | 10         | -8         |

| Data  | Partida             | Partida | Partida     |
| ----- | ------------------- | ------- | ----------- |
| 06/01 | Ferroviária         | 2 x 0   | Genus       |
| 06/01 | Atlético Paranaense | 4 x 0   | Jaguaré     |
| 09/01 | Jaguaré             | 0 x 4   | Ferroviária |
| 09/01 | Atlético Paranaense | 4 x 0   | Genus       |
| 13/01 | Jaguaré             | 2 x 2   | Genus       |
| 13/01 | Atlético Paranaense | 1 x 2   | Ferroviária |

### Grupo H (Americana)
| Americana | Americana  | Americana | Americana | Americana | Americana | Americana | Americana | Americana | Americana |
| Time      | Time       | Pts       | J         | V         | E         | D         | GP        | GC        | SG        |
| --------- | ---------- | --------- | --------- | --------- | --------- | --------- | --------- | --------- | --------- |
| 1         | Rio Branco | 9         | 3         | 3         | 0         | 0         | 15        | 3         | 12        |
| 2         | Guarani    | 6         | 3         | 2         | 0         | 1         | 5         | 2         | 3         |
| 3         | Criciúma   | 3         | 3         | 1         | 0         | 2         | 4         | 8         | -4        |
| 4         | Náutico    | 0         | 3         | 0         | 0         | 3         | 0         | 11        | -11       |

| Data  | Partida    | Partida | Partida  |
| ----- | ---------- | ------- | -------- |
| 06/01 | Rio Branco | 8 x 0   | Náutico  |
| 06/01 | Criciúma   | 0 x 3   | Guarani  |
| 09/01 | Rio Branco | 2 x 0   | Guarani  |
| 09/01 | Criciúma   | 1 x 0   | Náutico  |
| 13/01 | Náutico    | 0 x 2   | Guarani  |
| 13/01 | Rio Branco | 5 x 3   | Criciúma |

### Grupo I (Embu das Artes)
| Embu | Embu          | Embu | Embu | Embu | Embu | Embu | Embu | Embu | Embu |
| Time | Time          | Pts  | J    | V    | E    | D    | GP   | GC   | SG   |
| ---- | ------------- | ---- | ---- | ---- | ---- | ---- | ---- | ---- | ---- |
| 1    | Pão de Açúcar | 9    | 3    | 3    | 0    | 0    | 11   | 1    | 10   |
| 2    | Figueirense   | 6    | 3    | 2    | 0    | 1    | 6    | 2    | 4    |
| 3    | Vila Nova     | 3    | 3    | 1    | 0    | 2    | 3    | 10   | -7   |
| 4    | Vilavelhense  | 0    | 3    | 0    | 0    | 3    | 4    | 11   | -7   |

| Data  | Partida       | Partida | Partida       |
| ----- | ------------- | ------- | ------------- |
| 06/01 | Pão de Açucar | 4 x 1   | Vilavelhense  |
| 06/01 | Figueirense   | 2 x 0   | Vila Nova     |
| 09/01 | Vila Nova     | 0 x 6   | Pão de Açucar |
| 09/01 | Vilavelhense  | 1 x 4   | Figueirense   |
| 13/01 | Figueirense   | 0 x 1   | Pão de Açucar |
| 13/01 | Vila Nova     | 3 x 2   | Vilavelhense  |

### Grupo J (Cerquilho)
| Cerquilho | Cerquilho         | Cerquilho | Cerquilho | Cerquilho | Cerquilho | Cerquilho | Cerquilho | Cerquilho | Cerquilho |
| Time      | Time              | Pts       | J         | V         | E         | D         | GP        | GC        | SG        |
| --------- | ----------------- | --------- | --------- | --------- | --------- | --------- | --------- | --------- | --------- |
| 1         | Portuguesa        | 7         | 3         | 2         | 1         | 0         | 7         | 4         | 3         |
| 2         | Porto             | 5         | 3         | 1         | 2         | 0         | 4         | 2         | 2         |
| 3         | Paraná            | 4         | 3         | 1         | 1         | 1         | 5         | 4         | 1         |
| 4         | Atlético Sorocaba | 0         | 3         | 0         | 0         | 3         | 1         | 7         | -6        |

| Data  | Partida           | Partida | Partida           |
| ----- | ----------------- | ------- | ----------------- |
| 06/01 | Atlético Sorocaba | 0 x 2   | Porto             |
| 06/01 | Paraná            | 2 x 3   | Portuguesa        |
| 09/01 | Portuguesa        | 3 x 1   | Atlético Sorocaba |
| 09/01 | Porto             | 1 x 1   | Paraná            |
| 13/01 | Paraná            | 2 x 0   | Atlético Sorocaba |
| 13/01 | Portuguesa        | 1 x 1   | Porto             |

### Grupo K (São Paulo)
| São Paulo | São Paulo       | São Paulo | São Paulo | São Paulo | São Paulo | São Paulo | São Paulo | São Paulo | São Paulo |
| Time      | Time            | Pts       | J         | V         | E         | D         | GP        | GC        | SG        |
| --------- | --------------- | --------- | --------- | --------- | --------- | --------- | --------- | --------- | --------- |
| 1         | Santos          | 9         | 3         | 3         | 0         | 0         | 11        | 2         | 9         |
| 2         | ABC             | 4         | 3         | 1         | 1         | 1         | 3         | 3         | 0         |
| 3         | Nacional        | 3         | 3         | 1         | 0         | 2         | 3         | 7         | -4        |
| 4         | Barra do Garças | 1         | 3         | 0         | 1         | 2         | 2         | 7         | -5        |

| Data  | Partida  | Partida | Partida         |
| ----- | -------- | ------- | --------------- |
| 06/01 | Nacional | 2 x 1   | Barra do Garças |
| 06/01 | ABC      | 1 x 2   | Santos          |
| 10/01 | Santos   | 5 x 1   | Barra do Garças |
| 10/01 | Nacional | 1 x 2   | ABC             |
| 13/01 | ABC      | 0 x 0   | Barra do Garças |
| 13/01 | Nacional | 0 x 4   | Santos          |

### Grupo L (Tatuí)
| Tatuí | Tatuí       | Tatuí | Tatuí | Tatuí | Tatuí | Tatuí | Tatuí | Tatuí | Tatuí |
| Time  | Time        | Pts   | J     | V     | E     | D     | GP    | GC    | SG    |
| ----- | ----------- | ----- | ----- | ----- | ----- | ----- | ----- | ----- | ----- |
| 1     | América     | 7     | 3     | 2     | 1     | 0     | 6     | 4     | 2     |
| 2     | São Bento   | 4     | 3     | 1     | 1     | 1     | 10    | 7     | 3     |
| 3     | Brasiliense | 3     | 3     | 1     | 0     | 2     | 3     | 7     | -4    |
| 4     | Rio Preto   | 2     | 3     | 0     | 2     | 1     | 6     | 7     | -1    |

| Data  | Partida     | Partida | Partida     |
| ----- | ----------- | ------- | ----------- |
| 06/01 | São Bento   | 3 x 3   | Rio Preto   |
| 06/01 | América     | 1 x 0   | Brasiliense |
| 09/01 | Brasiliense | 1 x 5   | São Bento   |
| 09/01 | América     | 2 x 2   | Rio Preto   |
| 13/01 | Rio Preto   | 1 x 2   | Brasiliense |
| 13/01 | América     | 3 x 2   | São Bento   |

### Grupo M (Guarulhos)
| Guarulhos | Guarulhos     | Guarulhos | Guarulhos | Guarulhos | Guarulhos | Guarulhos | Guarulhos | Guarulhos | Guarulhos |
| Time      | Time          | Pts       | J         | V         | E         | D         | GP        | GC        | SG        |
| --------- | ------------- | --------- | --------- | --------- | --------- | --------- | --------- | --------- | --------- |
| 1         | Internacional | 9         | 3         | 3         | 0         | 0         | 10        | 0         | 10        |
| 2         | Independência | 4         | 3         | 1         | 1         | 1         | 6         | 4         | 2         |
| 3         | Flamengo      | 4         | 3         | 1         | 1         | 1         | 3         | 4         | -1        |
| 4         | Marília       | 0         | 3         | 0         | 0         | 3         | 3         | 14        | -11       |

| Data  | Partida       | Partida | Partida       |
| ----- | ------------- | ------- | ------------- |
| 06/01 | Flamengo      | 1 x 1   | Independência |
| 06/01 | Internacional | 7 x 0   | Marília       |
| 09/01 | Marília       | 1 x 2   | Flamengo      |
| 09/01 | Independência | 0 x 1   | Internacional |
| 12/01 | Internacional | 2 x 0   | Flamengo      |
| 12/01 | Marília       | 2 x 5   | Independência |

### Grupo N (Piracicaba)
| Piracicaba | Piracicaba       | Piracicaba | Piracicaba | Piracicaba | Piracicaba | Piracicaba | Piracicaba | Piracicaba | Piracicaba |
| Time       | Time             | Pts        | J          | V          | E          | D          | GP         | GC         | SG         |
| ---------- | ---------------- | ---------- | ---------- | ---------- | ---------- | ---------- | ---------- | ---------- | ---------- |
| 1          | Flamengo         | 6          | 3          | 2          | 0          | 1          | 17         | 4          | +13        |
| 2          | Nacional         | 6          | 3          | 2          | 0          | 1          | 13         | 4          | +9         |
| 3          | XV de Piracicaba | 6          | 3          | 2          | 0          | 1          | 5          | 3          | +2         |
| 4          | Ypiranga         | 0          | 3          | 0          | 0          | 3          | 1          | 25         | -24        |

| Data  | Partida          | Partida | Partida          |
| ----- | ---------------- | ------- | ---------------- |
| 05/01 | XV de Piracicaba | 2 x 0   | Ypiranga         |
| 05/01 | Flamengo         | 4 x 0   | Nacional         |
| 09/01 | Nacional         | 1 x 0   | XV de Piracicaba |
| 09/01 | Ypiranga         | 1 x 11  | Flamengo         |
| 13/01 | Flamengo         | 2 x 3   | XV de Piracicaba |
| 13/01 | Nacional         | 12 x 0  | Ypiranga         |

### Grupo O (São Carlos)
| São Carlos | São Carlos | São Carlos | São Carlos | São Carlos | São Carlos | São Carlos | São Carlos | São Carlos | São Carlos |
| Time       | Time       | Pts        | J          | V          | E          | D          | GP         | GC         | SG         |
| ---------- | ---------- | ---------- | ---------- | ---------- | ---------- | ---------- | ---------- | ---------- | ---------- |
| 1          | Fluminense | 9          | 3          | 3          | 0          | 0          | 4          | 0          | 4          |
| 2          | São Carlos | 6          | 3          | 2          | 0          | 1          | 5          | 2          | 3          |
| 3          | Mogi Mirim | 3          | 3          | 1          | 0          | 2          | 4          | 5          | -1         |
| 4          | Gurupi     | 0          | 3          | 0          | 0          | 3          | 2          | 8          | -6         |

| Data  | Partida    | Partida | Partida    |
| ----- | ---------- | ------- | ---------- |
| 05/01 | São Carlos | 3 x 1   | Gurupi     |
| 05/01 | Fluminense | 2 x 0   | Mogi Mirim |
| 08/01 | Mogi Mirim | 0 x 2   | São Carlos |
| 08/01 | Gurupi     | 0 x 1   | Fluminense |
| 13/01 | Fluminense | 1 x 0   | São Carlos |
| 13/01 | Mogi Mirim | 4 x 1   | Gurupi     |

### Grupo P (Araras)
| Araras | Araras         | Araras | Araras | Araras | Araras | Araras | Araras | Araras | Araras |
| Time   | Time           | Pts    | J      | V      | E      | D      | GP     | GC     | SG     |
| ------ | -------------- | ------ | ------ | ------ | ------ | ------ | ------ | ------ | ------ |
| 1      | São Paulo      | 7      | 3      | 2      | 1      | 0      | 7      | 3      | 4      |
| 2      | União São João | 6      | 3      | 2      | 0      | 1      | 7      | 3      | 4      |
| 3      | CSA            | 3      | 3      | 1      | 0      | 2      | 2      | 6      | -4     |
| 4      | Piauí          | 1      | 3      | 0      | 1      | 2      | 2      | 6      | -4     |

| Data  | Partida        | Partida | Partida        |
| ----- | -------------- | ------- | -------------- |
| 05/01 | União São João | 3 x 0   | Piauí          |
| 05/01 | São Paulo      | 3 x 0   | CSA            |
| 09/01 | União São João | 2 x 0   | CSA            |
| 09/01 | Piauí          | 1 x 1   | São Paulo      |
| 12/01 | São Paulo      | 3 x 2   | União São João |
| 12/01 | CSA            | 2 x 1   | Piauí          |

### Grupo Q (São Bernardo do Campo)
| São Bernardo do Campo | São Bernardo do Campo | São Bernardo do Campo | São Bernardo do Campo | São Bernardo do Campo | São Bernardo do Campo | São Bernardo do Campo | São Bernardo do Campo | São Bernardo do Campo | São Bernardo do Campo |
| Time                  | Time                  | Pts                   | J                     | V                     | E                     | D                     | GP                    | GC                    | SG                    |
| --------------------- | --------------------- | --------------------- | --------------------- | --------------------- | --------------------- | --------------------- | --------------------- | --------------------- | --------------------- |
| 1                     | Grêmio                | 9                     | 3                     | 3                     | 0                     | 0                     | 17                    | 2                     | 15                    |
| 2                     | São Bernardo          | 6                     | 3                     | 2                     | 0                     | 1                     | 9                     | 2                     | 7                     |
| 3                     | Botafogo              | 3                     | 3                     | 1                     | 0                     | 2                     | 2                     | 7                     | -5                    |
| 4                     | Ypiranga              | 0                     | 3                     | 0                     | 0                     | 3                     | 2                     | 19                    | -17                   |

| Data  | Partida      | Partida | Partida      |
| ----- | ------------ | ------- | ------------ |
| 06/01 | Grêmio       | 12 x 1  | Ypiranga     |
| 06/01 | São Bernardo | 3 x 0   | Botafogo     |
| 10/01 | Botafogo     | 0 x 3   | Grêmio       |
| 10/01 | Ypiranga     | 0 x 5   | São Bernardo |
| 13/01 | São Bernardo | 1 x 2   | Grêmio       |
| 13/01 | Botafogo     | 2 x 1   | Ypiranga     |

### Grupo R (Jacareí)
| Jacareí | Jacareí            | Jacareí | Jacareí | Jacareí | Jacareí | Jacareí | Jacareí | Jacareí | Jacareí |
| Time    | Time               | Pts     | J       | V       | E       | D       | GP      | GC      | SG      |
| ------- | ------------------ | ------- | ------- | ------- | ------- | ------- | ------- | ------- | ------- |
| 1       | Ponte Preta        | 9       | 3       | 3       | 0       | 0       | 10      | 7       | 3       |
| 2       | Goiás              | 6       | 3       | 2       | 0       | 1       | 15      | 4       | 11      |
| 3       | Jacareí            | 3       | 3       | 1       | 0       | 2       | 4       | 8       | -4      |
| 4       | Mato Grosso do Sul | 0       | 3       | 0       | 0       | 3       | 4       | 14      | -10     |

| Data  | Partida            | Partida | Partida            |
| ----- | ------------------ | ------- | ------------------ |
| 06/01 | Jacareí            | 3 x 1   | Mato Grosso do Sul |
| 06/01 | Goiás              | 3 x 4   | Ponte Preta        |
| 09/01 | Ponte Preta        | 2 x 1   | Jacareí            |
| 09/01 | Mato Grosso do Sul | 0 x 7   | Goiás              |
| 13/01 | Goiás              | 5 x 0   | Jacareí            |
| 13/01 | Ponte Preta        | 4 x 3   | Mato Grosso do Sul |

### Grupo S (Taubaté)
| Taubaté | Taubaté       | Taubaté | Taubaté | Taubaté | Taubaté | Taubaté | Taubaté | Taubaté | Taubaté |
| Time    | Time          | Pts     | J       | V       | E       | D       | GP      | GC      | SG      |
| ------- | ------------- | ------- | ------- | ------- | ------- | ------- | ------- | ------- | ------- |
| 1       | Vasco da Gama | 9       | 3       | 3       | 0       | 0       | 6       | 1       | 5       |
| 2       | Paysandu      | 4       | 3       | 1       | 1       | 1       | 4       | 4       | 0       |
| 3       | Vila Aurora   | 2       | 3       | 0       | 2       | 1       | 4       | 7       | -3      |
| 4       | Taubaté       | 1       | 3       | 0       | 1       | 2       | 2       | 4       | -2      |

| Data  | Partida     | Partida | Partida     |
| ----- | ----------- | ------- | ----------- |
| 06/01 | Taubaté     | 1 x 1   | Vila Aurora |
| 06/01 | Vasco       | 1 x 0   | Paysandu    |
| 09/01 | Paysandu    | 2 x 1   | Taubaté     |
| 09/01 | Vila Aurora | 1 x 4   | Vasco       |
| 12/01 | Vasco       | 1 x 0   | Taubaté     |
| 12/01 | Paysandu    | 2 x 2   | Vila Aurora |

### Grupo T (Rio Claro)
| Rio Claro | Rio Claro        | Rio Claro | Rio Claro | Rio Claro | Rio Claro | Rio Claro | Rio Claro | Rio Claro | Rio Claro |
| Time      | Time             | Pts       | J         | V         | E         | D         | GP        | GC        | SG        |
| --------- | ---------------- | --------- | --------- | --------- | --------- | --------- | --------- | --------- | --------- |
| 1         | Bragantino       | 7         | 3         | 2         | 1         | 0         | 5         | 3         | 2         |
| 2         | Rio Claro        | 5         | 3         | 1         | 2         | 0         | 9         | 4         | 5         |
| 3         | E.F. Três Passos | 4         | 3         | 1         | 1         | 1         | 8         | 5         | 3         |
| 4         | Americano        | 0         | 3         | 0         | 0         | 3         | 3         | 13        | -10       |

| Data  | Partida     | Partida | Partida     |
| ----- | ----------- | ------- | ----------- |
| 06/01 | Rio Claro   | 6 x 1   | Americano   |
| 06/01 | Bragantino  | 2 x 1   | Três Passos |
| 09/01 | Rio Claro   | 2 x 2   | Três Passos |
| 09/01 | Bragantino  | 2 x 1   | Americano   |
| 13/01 | Rio Claro   | 1 x 1   | Bragantino  |
| 13/01 | Três Passos | 5 x 1   | Americano   |

### Grupo U (Paulínia)
| Paulínia | Paulínia    | Paulínia | Paulínia | Paulínia | Paulínia | Paulínia | Paulínia | Paulínia | Paulínia |
| Time     | Time        | Pts      | J        | V        | E        | D        | GP       | GC       | SG       |
| -------- | ----------- | -------- | -------- | -------- | -------- | -------- | -------- | -------- | -------- |
| 1        | Vitória     | 7        | 3        | 2        | 1        | 0        | 8        | 5        | 3        |
| 2        | Avaí        | 4        | 3        | 1        | 1        | 1        | 10       | 10       | 0        |
| 3        | São Caetano | 4        | 3        | 1        | 1        | 1        | 3        | 4        | -1       |
| 4        | Paulínia    | 1        | 3        | 0        | 1        | 2        | 3        | 5        | -2       |

| Data  | Partida  | Partida | Partida     |
| ----- | -------- | ------- | ----------- |
| 06/01 | Paulínia | 0 x 1   | São Caetano |
| 06/01 | Vitória  | 6 x 4   | Avaí        |
| 09/01 | Paulínia | 3 x 3   | Avaí        |
| 09/01 | Vitória  | 1 x 1   | São Caetano |
| 12/01 | Paulínia | 0 x 1   | Vitória     |
| 12/01 | Avaí     | 3 x 1   | São Caetano |

### Grupo V (Hortolândia)
| Hortolândia | Hortolândia     | Hortolândia | Hortolândia | Hortolândia | Hortolândia | Hortolândia | Hortolândia | Hortolândia | Hortolândia |
| Time        | Time            | Pts         | J           | V           | E           | D           | GP          | GC          | SG          |
| ----------- | --------------- | ----------- | ----------- | ----------- | ----------- | ----------- | ----------- | ----------- | ----------- |
| 1           | Cruzeiro        | 9           | 3           | 3           | 0           | 0           | 8           | 3           | 5           |
| 2           | Iraty           | 4           | 3           | 1           | 1           | 1           | 6           | 6           | 0           |
| 3           | Mirassol        | 3           | 3           | 1           | 0           | 2           | 6           | 7           | -1          |
| 4           | SEV/Hortolândia | 1           | 3           | 0           | 1           | 2           | 1           | 5           | -4          |

| Data  | Partida         | Partida | Partida  |
| ----- | --------------- | ------- | -------- |
| 05/01 | Cruzeiro        | 3 x 2   | Mirassol |
| 05/01 | SEV/Hortolândia | 1 x 1   | Iraty    |
| 08/01 | Iraty           | 1 x 2   | Cruzeiro |
| 08/01 | SEV/Hortolândia | 0 x 1   | Mirassol |
| 13/01 | Mirassol        | 3 x 4   | Iraty    |
| 13/01 | SEV/Hortolândia | 0 x 3   | Cruzeiro |

### Índice técnico
| Pos. | Time                | Gr. | Pts | J | V | E | D | GP | GS | SG  | Expulso | Penalizado com cartão amarelo |
| ---- | ------------------- | --- | --- | - | - | - | - | -- | -- | --- | ------- | ----------------------------- |
| 1    | Juventude           | E   | 7   | 3 | 2 | 1 | 0 | 6  | 3  | +3  |         |                               |
| 2    | Goiás               | R   | 6   | 3 | 2 | 0 | 1 | 15 | 4  | +11 |         |                               |
| 3    | Nacional            | N   | 6   | 3 | 2 | 0 | 1 | 13 | 4  | +9  |         |                               |
| 4    | São Bernardo        | Q   | 6   | 3 | 2 | 0 | 1 | 9  | 2  | +7  |         |                               |
| 5    | Atlético Paranaense | G   | 6   | 3 | 2 | 0 | 1 | 9  | 2  | +7  |         |                               |
| 6    | Bahia               | B   | 6   | 3 | 2 | 0 | 1 | 8  | 4  | +4  |         |                               |
| 7    | União São João      | P   | 6   | 3 | 2 | 0 | 1 | 7  | 3  | +4  |         |                               |
| 8    | Figueirense         | I   | 6   | 3 | 2 | 0 | 1 | 6  | 2  | +4  |         |                               |
| 9    | São Carlos          | O   | 6   | 3 | 2 | 0 | 1 | 5  | 2  | +3  |         |                               |
| 10   | Guarani             | H   | 6   | 3 | 2 | 0 | 1 | 5  | 2  | +3  |         |                               |
| 11   | CENE                | C   | 6   | 3 | 2 | 0 | 1 | 7  | 6  | +1  |         |                               |
| 12   | Noroeste            | D   | 6   | 3 | 2 | 0 | 1 | 5  | 4  | +1  |         |                               |
| 13   | América             | A   | 6   | 3 | 2 | 0 | 1 | 4  | 4  | 0   |         |                               |
| 14   | Porto               | J   | 5   | 3 | 1 | 2 | 0 | 4  | 2  | 2   |         |                               |
| 15   | Atlético Mineiro    | F   | 4   | 3 | 1 | 1 | 1 | 8  | 3  | +5  |         |                               |
| 16   | São Bento           | L   | 4   | 3 | 1 | 1 | 1 | 10 | 7  | +3  |         |                               |
| 17   | Rio Claro           | T   | 4   | 3 | 1 | 1 | 1 | 7  | 4  | +3  |         |                               |
| 18   | Independência       | M   | 4   | 3 | 1 | 1 | 1 | 6  | 4  | +2  |         |                               |
| 19   | Avaí                | U   | 4   | 3 | 1 | 1 | 1 | 10 | 10 | 0   |         |                               |
| 20   | Iraty               | V   | 4   | 3 | 1 | 1 | 1 | 6  | 6  | 0   |         |                               |
| 21   | Paysandu            | S   | 4   | 3 | 1 | 1 | 1 | 4  | 4  | 0   |         |                               |
| 22   | ABC                 | K   | 4   | 3 | 1 | 1 | 1 | 3  | 3  | 0   |         |                               |

## Fase Final

### Tabela
|  | Dezesseis-avos-de-final | Dezesseis-avos-de-final | Dezesseis-avos-de-final |       |                   | Oitavas-de-final | Oitavas-de-final | Oitavas-de-final |  |   | Quartas-de-final | Quartas-de-final | Quartas-de-final |  |   | Semi-final       | Semi-final | Semi-final |  |   | Final      | Final       | Final |
|  |                         |                         |                         |       |                   |                  |                  |                  |  |   |                  |                  |                  |  |   |                  |            |            |  |   |            |             |       |
|  | A                       | Corinthians             | 3                       |       |                   |                  |                  |                  |  |   |                  |                  |                  |  |   |                  |            |            |  |   |            |             |       |
|  | B                       | Santo André             | 2                       |       |                   |                  |                  |                  |  |   |                  |                  |                  |  |   |                  |            |            |  |   |            |             |       |
|  | B                       | Santo André             | 2                       |       | A                 | Corinthians      | 2 (4)            |                  |  |   |                  |                  |                  |  |   |                  |            |            |  |   |            |             |       |
|  |                         |                         |                         |       | A                 | Corinthians      | 2 (4)            |                  |  |   |                  |                  |                  |  |   |                  |            |            |  |   |            |             |       |
|  |                         | C                       | Fortaleza(pen.)         | 2 (5) |                   |                  |                  |                  |  |   |                  |                  |                  |  |   |                  |            |            |  |   |            |             |       |
|  | C                       | C                       | Fortaleza(pen.)         | 2 (5) | Fortaleza         | 3                |                  |                  |  |   |                  |                  |                  |  |   |                  |            |            |  |   |            |             |       |
|  | C                       |                         |                         |       | Fortaleza         | 3                |                  |                  |  |   |                  |                  |                  |  |   |                  |            |            |  |   |            |             |       |
|  | D                       | Coritiba                | 1                       |       |                   |                  |                  |                  |  |   |                  |                  |                  |  |   |                  |            |            |  |   |            |             |       |
|  | D                       | Coritiba                | 1                       |       |                   |                  |                  |                  |  | C | Fortaleza        | 1                |                  |  |   |                  |            |            |  |   |            |             |       |
|  |                         |                         |                         |       |                   |                  |                  |                  |  | C | Fortaleza        | 1                |                  |  |   |                  |            |            |  |   |            |             |       |
|  |                         | H                       | Rio Branco              | 4     |                   |                  |                  |                  |  |   |                  |                  |                  |  |   |                  |            |            |  |   |            |             |       |
|  | E                       | H                       | Rio Branco              | 4     | Taboão da Serra   | 5                |                  |                  |  |   |                  |                  |                  |  |   |                  |            |            |  |   |            |             |       |
|  | E                       |                         |                         |       | Taboão da Serra   | 5                |                  |                  |  |   |                  |                  |                  |  |   |                  |            |            |  |   |            |             |       |
|  | F                       | Marília                 | 1                       |       |                   |                  |                  |                  |  |   |                  |                  |                  |  |   |                  |            |            |  |   |            |             |       |
|  | F                       | Marília                 | 1                       |       | E                 | Taboão da Serra  | 1                |                  |  |   |                  |                  |                  |  |   |                  |            |            |  |   |            |             |       |
|  |                         |                         |                         |       | E                 | Taboão da Serra  | 1                |                  |  |   |                  |                  |                  |  |   |                  |            |            |  |   |            |             |       |
|  |                         | H                       | Rio Branco              | 3     |                   |                  |                  |                  |  |   |                  |                  |                  |  |   |                  |            |            |  |   |            |             |       |
|  | G                       | H                       | Rio Branco              | 3     | Ferroviária       | 1                |                  |                  |  |   |                  |                  |                  |  |   |                  |            |            |  |   |            |             |       |
|  | G                       |                         |                         |       | Ferroviária       | 1                |                  |                  |  |   |                  |                  |                  |  |   |                  |            |            |  |   |            |             |       |
|  | H                       | Rio Branco              | 3                       |       |                   |                  |                  |                  |  |   |                  |                  |                  |  |   |                  |            |            |  |   |            |             |       |
|  | H                       | Rio Branco              | 3                       |       |                   |                  |                  |                  |  |   |                  |                  |                  |  | H | Rio Branco(pen.) | 1 (4)      |            |  |   |            |             |       |
|  |                         |                         |                         |       |                   |                  |                  |                  |  |   |                  |                  |                  |  | H | Rio Branco(pen.) | 1 (4)      |            |  |   |            |             |       |
|  |                         | M                       | Internacional           | 1 (2) |                   |                  |                  |                  |  |   |                  |                  |                  |  |   |                  |            |            |  |   |            |             |       |
|  | I                       | M                       | Internacional           | 1 (2) | Pão de Açúcar     | 2                |                  |                  |  |   |                  |                  |                  |  |   |                  |            |            |  |   |            |             |       |
|  | I                       |                         |                         |       | Pão de Açúcar     | 2                |                  |                  |  |   |                  |                  |                  |  |   |                  |            |            |  |   |            |             |       |
|  | J                       | Portuguesa              | 0                       |       |                   |                  |                  |                  |  |   |                  |                  |                  |  |   |                  |            |            |  |   |            |             |       |
|  | J                       | Portuguesa              | 0                       |       | I                 | Pão de Açúcar    | 0                |                  |  |   |                  |                  |                  |  |   |                  |            |            |  |   |            |             |       |
|  |                         |                         |                         |       | I                 | Pão de Açúcar    | 0                |                  |  |   |                  |                  |                  |  |   |                  |            |            |  |   |            |             |       |
|  |                         | K                       | Santos                  | 1     |                   |                  |                  |                  |  |   |                  |                  |                  |  |   |                  |            |            |  |   |            |             |       |
|  | K                       | K                       | Santos                  | 1     | Santos            | 3                |                  |                  |  |   |                  |                  |                  |  |   |                  |            |            |  |   |            |             |       |
|  | K                       |                         |                         |       | Santos            | 3                |                  |                  |  |   |                  |                  |                  |  |   |                  |            |            |  |   |            |             |       |
|  | L                       | América                 | 0                       |       |                   |                  |                  |                  |  |   |                  |                  |                  |  |   |                  |            |            |  |   |            |             |       |
|  | L                       | América                 | 0                       |       |                   |                  |                  |                  |  | K | Santos           | 3 (5)            |                  |  |   |                  |            |            |  |   |            |             |       |
|  |                         |                         |                         |       |                   |                  |                  |                  |  | K | Santos           | 3 (5)            |                  |  |   |                  |            |            |  |   |            |             |       |
|  |                         | M                       | Internacional(pen.)     | 3 (6) |                   |                  |                  |                  |  |   |                  |                  |                  |  |   |                  |            |            |  |   |            |             |       |
|  | M                       | M                       | Internacional(pen.)     | 3 (6) | Internacional     | 2                |                  |                  |  |   |                  |                  |                  |  |   |                  |            |            |  |   |            |             |       |
|  | M                       |                         |                         |       | Internacional     | 2                |                  |                  |  |   |                  |                  |                  |  |   |                  |            |            |  |   |            |             |       |
|  | 1                       | Juventude               | 1                       |       |                   |                  |                  |                  |  |   |                  |                  |                  |  |   |                  |            |            |  |   |            |             |       |
|  | 1                       | Juventude               | 1                       |       | M                 | Internacional    | 2                |                  |  |   |                  |                  |                  |  |   |                  |            |            |  |   |            |             |       |
|  |                         |                         |                         |       | M                 | Internacional    | 2                |                  |  |   |                  |                  |                  |  |   |                  |            |            |  |   |            |             |       |
|  |                         | N                       | Flamengo                | 0     |                   |                  |                  |                  |  |   |                  |                  |                  |  |   |                  |            |            |  |   |            |             |       |
|  | N                       | N                       | Flamengo                | 0     | Flamengo          | 3                |                  |                  |  |   |                  |                  |                  |  |   |                  |            |            |  |   |            |             |       |
|  | N                       |                         |                         |       | Flamengo          | 3                |                  |                  |  |   |                  |                  |                  |  |   |                  |            |            |  |   |            |             |       |
|  | 2                       | Goiás                   | 1                       |       |                   |                  |                  |                  |  |   |                  |                  |                  |  |   |                  |            |            |  |   |            |             |       |
|  | 2                       | Goiás                   | 1                       |       |                   |                  |                  |                  |  |   |                  |                  |                  |  |   |                  |            |            |  | H | Rio Branco | 0           |       |
|  |                         |                         |                         |       |                   |                  |                  |                  |  |   |                  |                  |                  |  |   |                  |            |            |  | H | Rio Branco | 0           |       |
|  |                         |                         |                         |       |                   |                  |                  |                  |  |   |                  |                  |                  |  |   |                  |            |            |  |   | 8          | Figueirense | 2     |
|  | O                       | Fluminense              | 5                       |       |                   |                  |                  |                  |  |   |                  |                  |                  |  |   |                  |            |            |  |   | 8          | Figueirense | 2     |
|  | O                       | Fluminense              | 5                       |       |                   |                  |                  |                  |  |   |                  |                  |                  |  |   |                  |            |            |  |   |            |             |       |
|  | 3                       | Nacional                | 0                       |       |                   |                  |                  |                  |  |   |                  |                  |                  |  |   |                  |            |            |  |   |            |             |       |
|  | 3                       | Nacional                | 0                       |       | O                 | Fluminense       | 0                |                  |  |   |                  |                  |                  |  |   |                  |            |            |  |   |            |             |       |
|  |                         |                         |                         |       | O                 | Fluminense       | 0                |                  |  |   |                  |                  |                  |  |   |                  |            |            |  |   |            |             |       |
|  |                         | P                       | São Paulo               | 2     |                   |                  |                  |                  |  |   |                  |                  |                  |  |   |                  |            |            |  |   |            |             |       |
|  | P                       | P                       | São Paulo               | 2     | São Paulo         | 3                |                  |                  |  |   |                  |                  |                  |  |   |                  |            |            |  |   |            |             |       |
|  | P                       |                         |                         |       | São Paulo         | 3                |                  |                  |  |   |                  |                  |                  |  |   |                  |            |            |  |   |            |             |       |
|  | 4                       | São Bernardo            | 1                       |       |                   |                  |                  |                  |  |   |                  |                  |                  |  |   |                  |            |            |  |   |            |             |       |
|  | 4                       | São Bernardo            | 1                       |       |                   |                  |                  |                  |  | P | São Paulo        | 2                |                  |  |   |                  |            |            |  |   |            |             |       |
|  |                         |                         |                         |       |                   |                  |                  |                  |  | P | São Paulo        | 2                |                  |  |   |                  |            |            |  |   |            |             |       |
|  |                         | Q                       | Grêmio                  | 0     |                   |                  |                  |                  |  |   |                  |                  |                  |  |   |                  |            |            |  |   |            |             |       |
|  | Q                       | Q                       | Grêmio                  | 0     | Grêmio            | 1                |                  |                  |  |   |                  |                  |                  |  |   |                  |            |            |  |   |            |             |       |
|  | Q                       |                         |                         |       | Grêmio            | 1                |                  |                  |  |   |                  |                  |                  |  |   |                  |            |            |  |   |            |             |       |
|  | 5                       | Atlético Paranaense     | 0                       |       |                   |                  |                  |                  |  |   |                  |                  |                  |  |   |                  |            |            |  |   |            |             |       |
|  | 5                       | Atlético Paranaense     | 0                       |       | Q                 | Grêmio(pen.)     | 2 (5)            |                  |  |   |                  |                  |                  |  |   |                  |            |            |  |   |            |             |       |
|  |                         |                         |                         |       | Q                 | Grêmio(pen.)     | 2 (5)            |                  |  |   |                  |                  |                  |  |   |                  |            |            |  |   |            |             |       |
|  |                         | R                       | Ponte Preta             | 2 (3) |                   |                  |                  |                  |  |   |                  |                  |                  |  |   |                  |            |            |  |   |            |             |       |
|  | R                       | R                       | Ponte Preta             | 2 (3) | Ponte Preta(pen.) | 0 (3)            |                  |                  |  |   |                  |                  |                  |  |   |                  |            |            |  |   |            |             |       |
|  | R                       |                         |                         |       | Ponte Preta(pen.) | 0 (3)            |                  |                  |  |   |                  |                  |                  |  |   |                  |            |            |  |   |            |             |       |
|  | 6                       | Bahia                   | 0 (2)                   |       |                   |                  |                  |                  |  |   |                  |                  |                  |  |   |                  |            |            |  |   |            |             |       |
|  | 6                       | Bahia                   | 0 (2)                   |       |                   |                  |                  |                  |  |   |                  |                  |                  |  | P | São Paulo        | 0          |            |  |   |            |             |       |
|  |                         |                         |                         |       |                   |                  |                  |                  |  |   |                  |                  |                  |  | P | São Paulo        | 0          |            |  |   |            |             |       |
|  |                         | 8                       | Figueirense             | 1     |                   |                  |                  |                  |  |   |                  |                  |                  |  |   |                  |            |            |  |   |            |             |       |
|  | S                       | 8                       | Figueirense             | 1     | Vasco da Gama     | 2                |                  |                  |  |   |                  |                  |                  |  |   |                  |            |            |  |   |            |             |       |
|  | S                       |                         |                         |       | Vasco da Gama     | 2                |                  |                  |  |   |                  |                  |                  |  |   |                  |            |            |  |   |            |             |       |
|  | 7                       | União São João          | 3                       |       |                   |                  |                  |                  |  |   |                  |                  |                  |  |   |                  |            |            |  |   |            |             |       |
|  | 7                       | União São João          | 3                       |       | 7                 | União São João   | 1                |                  |  |   |                  |                  |                  |  |   |                  |            |            |  |   |            |             |       |
|  |                         |                         |                         |       | 7                 | União São João   | 1                |                  |  |   |                  |                  |                  |  |   |                  |            |            |  |   |            |             |       |
|  |                         | 8                       | Figueirense             | 2     |                   |                  |                  |                  |  |   |                  |                  |                  |  |   |                  |            |            |  |   |            |             |       |
|  | T                       | 8                       | Figueirense             | 2     | Palmeiras         | 0                |                  |                  |  |   |                  |                  |                  |  |   |                  |            |            |  |   |            |             |       |
|  | T                       |                         |                         |       | Palmeiras         | 0                |                  |                  |  |   |                  |                  |                  |  |   |                  |            |            |  |   |            |             |       |
|  | 8                       | Figueirense             | 1                       |       |                   |                  |                  |                  |  |   |                  |                  |                  |  |   |                  |            |            |  |   |            |             |       |
|  | 8                       | Figueirense             | 1                       |       |                   |                  |                  |                  |  | 8 | Figueirense      | 1                |                  |  |   |                  |            |            |  |   |            |             |       |
|  |                         |                         |                         |       |                   |                  |                  |                  |  | 8 | Figueirense      | 1                |                  |  |   |                  |            |            |  |   |            |             |       |
|  |                         | 9                       | São Carlos              | 0     |                   |                  |                  |                  |  |   |                  |                  |                  |  |   |                  |            |            |  |   |            |             |       |
|  | U                       | 9                       | São Carlos              | 0     | Vitória           | 1                |                  |                  |  |   |                  |                  |                  |  |   |                  |            |            |  |   |            |             |       |
|  | U                       |                         |                         |       | Vitória           | 1                |                  |                  |  |   |                  |                  |                  |  |   |                  |            |            |  |   |            |             |       |
|  | 9                       | São Carlos              | 2                       |       |                   |                  |                  |                  |  |   |                  |                  |                  |  |   |                  |            |            |  |   |            |             |       |
|  | 9                       | São Carlos              | 2                       |       | 9                 | São Carlos(pen.) | 0 (4)            |                  |  |   |                  |                  |                  |  |   |                  |            |            |  |   |            |             |       |
|  |                         |                         |                         |       | 9                 | São Carlos(pen.) | 0 (4)            |                  |  |   |                  |                  |                  |  |   |                  |            |            |  |   |            |             |       |
|  |                         | V                       | Cruzeiro                | 0 (2) |                   |                  |                  |                  |  |   |                  |                  |                  |  |   |                  |            |            |  |   |            |             |       |
|  | V                       | V                       | Cruzeiro                | 0 (2) | Cruzeiro          | 1                |                  |                  |  |   |                  |                  |                  |  |   |                  |            |            |  |   |            |             |       |
|  | V                       |                         |                         |       | Cruzeiro          | 1                |                  |                  |  |   |                  |                  |                  |  |   |                  |            |            |  |   |            |             |       |
|  | 10                      | Guarani                 | 0                       |       |                   |                  |                  |                  |  |   |                  |                  |                  |  |   |                  |            |            |  |   |            |             |       |

### Dezesseis-avos-de-final
| 15 de Janeiro de 2008 14:00 | Internacional            | 2 – 1 | Juventude      | Estádio Ninho do Corvo, Guarulhos |
|                             | Éderson 10' · Walter 11' |       | Tiago Hens 55' |                                   |

| 15 de Janeiro de 2008 14:00 | Santos                                       | 3 – 0 | América | Estádio Municipal Centro Esportivo de Tatuí, Tatuí |
|                             | Tiago 20' · Otávio (GC) 34' · Tiago Luís 47' |       |         |                                                    |

| 15 de Janeiro de 2008 16:00 | Fortaleza                 | 3 – 1 | Coritiba  | Estádio Municipal Bruno Lazzarini, Leme |
|                             | Marlon · Adaílton · Bruno |       | Tales 51' |                                         |

| 15 de Janeiro de 2008 16:00 | Taboão da Serra                          | 5 – 1 | Marília         | Estádio Municipal Vereador José Ferez, Taboão da Serra |
|                             | Vinícius 2', 5', 39' · Rodrigo · Klinger |       | Valdervanio 24' |                                                        |

| 15 de Janeiro de 2008 16:00 | Ferroviária | 1 – 3 | Rio Branco                                   | Estádio Décio Vitta, Americana |
|                             | Robinson    |       | Thiago Silva 10' · Thauan 18' · Filipe 45' · |                                |

| 15 de Janeiro de 2008 16:00 | Pão de Açúcar              | 2 – 0 | Portuguesa | Estádio Municipal Hermínio Esposito, Embu |
|                             | Ricardinho 30' · Denis 87' |       |            |                                           |

| 15 de Janeiro de 2008 16:00 | Palmeiras | 0 – 1 | Figueirense      | Estádio Municipal Dr. Augusto Schmidt Filho, Rio Claro |
|                             |           |       | Édson Galvão 55' |                                                        |

| 15 de Janeiro de 2008 19:00 | Flamengo                                | 3 – 1 | Goiás | Estádio Barão de Serra Negra, Piracicaba |
|                             | Pedro Beda 22', 40' · Paulo Roberto 36' |       |       |                                          |

| 15 de Janeiro de 2008 21:00 | Corinthians                          | 3 – 2 | Santo André              | Estadio Teixeirão, São José do Rio Preto |
|                             | Renato 52' · Bruno 57' · Ronaldo 63' |       | Bruno 2' · Chiquinho 38' |                                          |

| 16 de Janeiro de 2008 14:00 | Fluminense                                                    | 5 – 0 | Nacional | Estádio Municipal Prof. Luís Augusto de Oliveira, São Carlos |
|                             | João Paulo 15', 76' · Maurício 62' · Tartá 69' · Mayaro 90+1' |       |          |                                                              |

| 16 de Janeiro de 2008 14:00 | Grêmio       | 1 – 0 | Atlético Paranaense | Estádio Primeiro de Maio, São Bernardo do Campo |
|                             | Jhonatan 83' |       |                     |                                                 |

| 16 de Janeiro de 2008 16:00 | São Paulo                                      | 3 – 1 | São Bernardo | Estádio Doutor Hermínio Ometto, Araras |
|                             | Abner 90' · Abner 90+2' · Felipe Zandoná 90+3' |       | Caio 25'     |                                        |

| 16 de Janeiro de 2008 16:00 | Vitória    | 1 – 2 | São Carlos                 | Estádio Municipal Luís Perissinoto, Paulínia |
|                             | Marcos 75' |       | Patrick 53' · Nadson 90+3' |                                              |

| 16 de Janeiro de 2008 16:00 | Ponte Preta | 0 – 0 | Bahia | Estádio Stravos Papadopoulos, Jacareí |
|                             |             |       |       |                                       |

|  |       | Penalidades |
|  | 3 – 2 |             |

| 16 de Janeiro de 2008 19:00 | Vasco da Gama               | 2 – 3 | União São João          | Estádio Joaquim de Morais Filho, Taubaté |
|                             | Carlinhos 34' · William 76' |       | Gauchinho 14', 67', 81' |                                          |

| 16 de Janeiro de 2008 20:30 | Cruzeiro   | 1 – 0 | Guarani | Estádio Municipal José Francisco Breda, Hortolândia |
|                             | Zé Eduardo |       |         |                                                     |

### Oitavas-de-final
| 17 de Janeiro de 2008 14:00 | Taboão da Serra | 1 – 3 | Rio Branco                             | Estádio Décio Vitta, Americana |
|                             | Rafael 15'      |       | Dênis 18' · Helerson 30' · Índio 90+1' |                                |

| 17 de Janeiro de 2008 16:00 | Pão de Açúcar | 0 – 1 | Santos             | Estádio Centro Olímpico, Cerquilho |
|                             |               |       | Paulo Henrique 60' |                                    |

| 17 de Janeiro de 2008 16:00 | Internacional          | 2 – 0 | Flamengo | Estádio Ninho do Corvo, Guarulhos |
|                             | Éderson 4' · Sandro 8' |       |          |                                   |

| 17 de Janeiro de 2008 18:00 | Corinthians                  | 2 – 2 | Fortaleza                       | Estádio Teixeirão, São José do Rio Preto |
|                             | Ronaldo 45+1' · Lucas Osório |       | Marllon 29' · Marcos Bambam 40' |                                          |

|  |       | Penalidades |
|  | 4 – 5 |             |

| 18 de Janeiro de 2008 16:00 | Grêmio                   | 2 – 2 | Ponte Preta             | Estádio Stravos Papadopoulos, Jacareí |
|                             | Diego 29' · Jonathan 72' |       | Daniel 12' · Amágno 87' |                                       |

|  |       | Penalidades |
|  | 5 – 3 |             |

| 18 de Janeiro de 2008 18:30 | Fluminense | 0 – 2 | São Paulo             | Estádio Municipal Prof. Luís Augusto de Oliveira, São Carlos |
|                             |            |       | Abner 46' · Abner 67' |                                                              |

| 18 de Janeiro de 2008 20:30 | União São João     | 1 – 2 | Figueirense                | Estádio Doutor Hermínio Ometto, Araras |
|                             | Felipe Alberto 40' |       | Marcelo 16' · Talhetti 74' |                                        |

| 18 de Janeiro de 2008 20:30 | São Carlos | 0 – 0 | Cruzeiro | Estádio Municipal José Francisco Breda, Hortolândia |
|                             |            |       |          |                                                     |

|  |       | Penalidades |
|  | 4 – 2 |             |

### Quartas-de-final
| 19 de Janeiro de 2008 16:00 | Santos                                    | 3 – 3 | Internacional                   | Majestoso, Campinas |
|                             | Paulo Henrique 13' · Tiago Luís 25' , 34' |       | Leonardo 06' · Walter 74' , 88' |                     |

|  |       | Penalidades |
|  | 5 – 6 |             |

| 19 de Janeiro de 2008 18:00 | Fortaleza  | 1 – 4 | Rio Branco                                  | Estádio Décio Vitta, Americana |
|                             | Marlon 07' |       | Felipe 56' · Índio 62' · Helerson 72' , 84' |                                |

| 20 de Janeiro de 2008 16:00 | São Paulo                     | 2 – 0 | Grêmio | Estádio Ninho do Corvo, Guarulhos |
|                             | Inácio (GC) 44' · Ronieli 82' |       |        |                                   |

| 20 de Janeiro de 2008 18:00 | Figueirense    | 1 – 0 | São Carlos | Estádio Municipal Prof. Luís Augusto de Oliveira, São Carlos |
|                             | Marquinhos 55' |       |            |                                                              |

### Semi-final
| 22 de Janeiro de 2008 16:00 | Rio Branco | 1 – 1 | Internacional | Estádio Nicolau Alayon, São Paulo |
|                             | Bruno 24'  |       | Walter 60'    |                                   |

|  |       | Penalidades |
|  | 4 – 2 |             |

| 23 de Janeiro de 2008 16:00 | São Paulo | 0 – 1 | Figueirense    | Estádio Ninho do Corvo, Guarulhos |
|                             |           |       | Marquinhos 22' |                                   |

### Final[1]
| 25 de Janeiro de 2008 10:00 | Rio Branco | 0 – 2 | Figueirense                  | Estádio Nicolau Alayon, São Paulo |
|                             |            |       | Marcelo 36' · Marquinhos 69' |                                   |

- Rio Branco: Alisson; Bruno, Rafael Santos, Vander e Denis; Thiago Silva (Índio), Thiago (Joãozinho), Danilo e Felipe; Hélerson e Isaac (Tauã). Técnico: Marcos Sartore
- Figueirense: Gustavo; Júlio, Rafael, Luiz Eduardo e William; Edson Galvão, Ricardo, Massari e Talhetti (Franklin); Marquinhos (Jefferson) e Marcelo (Roberto). Técnico: Rogério Micale

## Premiação
| Copa São Paulo de Futebol Júnior de 2008 |
| Santa Catarina                           |
| ---------------------------------------- |
| Figueirense Campeão (1º título)          |